# Todolella (hrad)
Hrad Todolella (katalánsky Castell de la Todolella) stojí na vršku na okraji stejnojmenného městečka, v comarce Ports, na severu Valencijského společenství. Byl postaven ve 14. století v gotickém slohu a v průběhu času patřil místním rodům Caldera, Vinatea, Lésera, Rovira a Figuerola. Hrad je španělskou kulturní památkou, od roku 1966 v soukromém vlastnictví; majitelem je francouzský varhaník katedrály Notre Dame, Ricardo Miravet.

## Popis

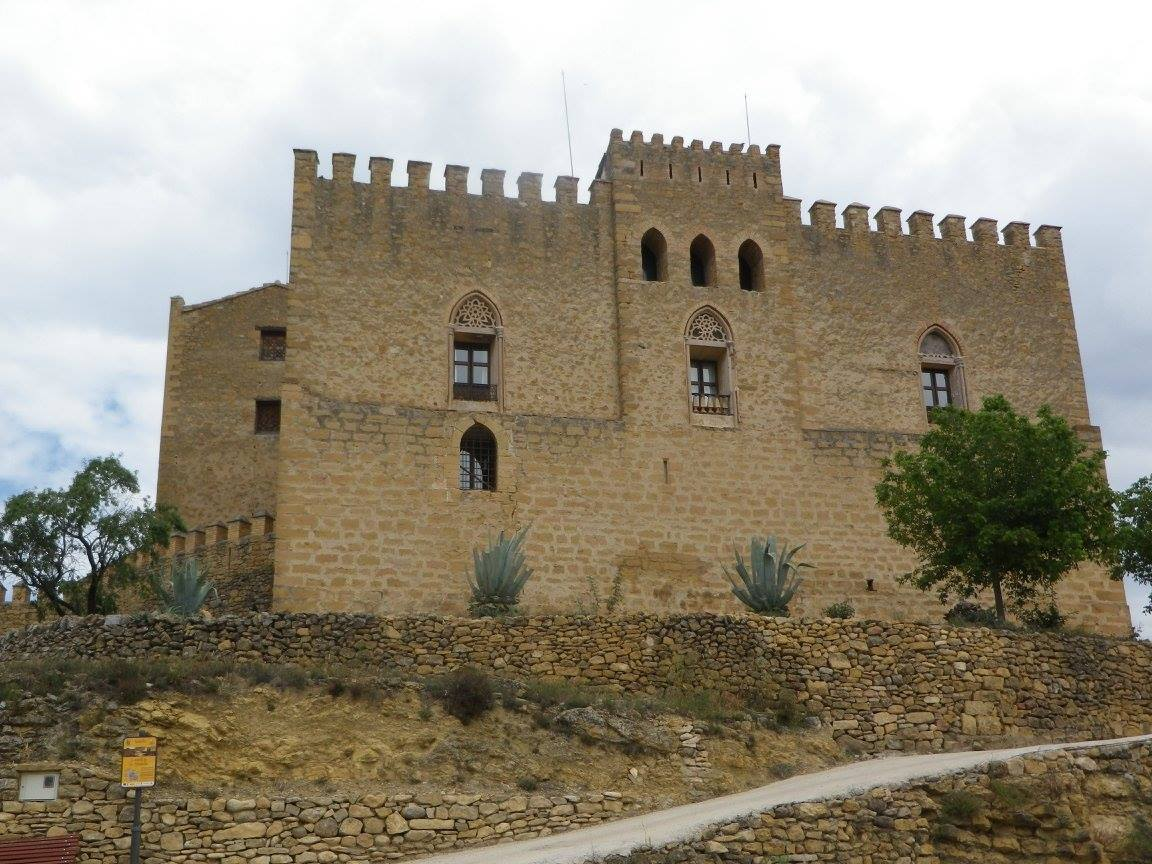
Průčelí hradního paláce, vlevo v pozadí severní věž a cimbuří barbakánu (pohled z JZ)

Přes své poměrně malé rozměry je to impozantně působící budova; skládá se z hlavního paláce čtvercového půdorysu a k němu přiléhajících mohutných věží na severním a východním rohu. Přístup do hradu vede po cestě podél severozápadní stěny hradu, která ústí v první bráně do nevelkého barbakánu – ohrazení mezi rohem severní věže a stěnou paláce. Z prostoru barbakánu, kde se cesta ostře lomí, vede další brána do samotného hradu, na jeho malé nádvoří (patio) s gotickými arkádami, sevřené mezi věžemi, jejich spojovacím traktem a palácem. Nejstarší a nejvyšší stavba (donjon) s obytnými místnostmi je přístupná po kamenných schodech. Ostatní stavby byly určeny pro služebnictvo či jako stáje a sklady. V palácovém průčelí obráceném k městečku má hrad ve středním rizalitu prolomena tři úzká lancetová okna a pod nimi pás dalších tří oken, resp. lodžií, zakončených lomeným obloukem a zdobených kružbami. Vršek průčelní stěny a boční stěny věží jsou korunovány cimbuřím (které je ovšem dílem až pozdních romantických úprav ve 20. století), jinak mají všechny budovy pultové či nízké sedlové střechy, kryté prejzy. Stěny jsou postaveny technikou kvádříkového zdiva (španělsky sillarejo).